# Daniel Jaroslav Bórik
Daniel Jaroslav Bórik (Sobotište, 16 giugno 1814 – Domaniža, 22 giugno 1899) è stato un patriota e pastore protestante slovacco.

## Biografia
Era figlio di Pavol Bórik, un pastore evangelico. Battezzato con il nome di Daniel, aggiunse il nome slavo di Jaroslav in occasione della storica gita al castello di Devín organizzata da Ľudovít Štúr il 24 aprile 1836. Nel 1839 terminò i suoi studi di teologia a Vienna e per breve tempo aiutò il padre nelle sue mansioni parrocchiali. Dal 1840 al 1847 fu insegnante nel liceo di Pukanec, nel 1847 divenne parroco di Vrbovce.
Fu segretario del Consiglio nazionale slovacco. Partecipò all'Insurrezione nazionale slovacca del 1848-1849: si impegnò nell'organizzazione dei volontari e prese parte alle spedizioni militari in Slovacchia nel 1848. Nella primavera del 1848 fu arrestato ad Ilava in quanto coautore di una petizione contro la magiarizzazione. Dopo tre mesi di detenzione evase dalla prigione e riparò a Vienna.
Fu uno dei fondatori della Matica slovenská e prese parte anche al movimento per i diritti nazionali e sociali degli slovacchi. Fu dichiarato panslavista e perseguitato. Pertanto, iniziò a scrivere sotto lo pseudonimo di Danielo Jaroslavovic.
Dopo la Rivoluzione del 1848-1849, nel 1850 ebbe l'incarico di commissario provinciale a Myjava, ma nel 1864 rinunciò alle cariche pubbliche perché non voleva essere uno strumento della magiarizzazione. Si trasferì a Salisburgo e trovò lavoro come impiegato delle ferrovie. In questo periodo la moglie lo abbandonò a si trasferì a Budapest. Lui invece si trasferì a Trnava. Trascorse gli anni della pensione prima a Beckov dal fratello Karol e poi a Domaniža, presso il figlio Vladimír.

## Attività letteraria
L'attività letteraria di Bórik consistette nella pubblicazione di parecchi articoli sulla necessità dell'istruzione e dello sviluppo economico. Fu anche poeta, traduttore e critico letterario.
Fra i suoi scritti:
- Nový rakúsky živnostnícky zákon ("La nuova legge austriaca sulle professioni") (1860)
- Bibliografia slovenského písomníctva ("Bibliografia della letteratura slovacca")
- Slovo na čase ku slovenským rodákom ("Una parola sul tempo presente ai figli della Slovacchia")
- Hrad Smolenický ("Il castello di Smolenice")